# Träslövsläge
Träslövsläge is een plaats in de gemeente Varberg in het landschap Halland en de provincie Hallands län. De plaats heeft 1985 inwoners (2005) en een oppervlakte van 134 hectare.
Träslövsläge heeft een oude vissershaven. Gedurende de 20e eeuw is deze haven, door het uitbouwen ervan, de grootste vissershaven van Halland geworden.
Een gedeelte van de vroegere nederzettingen bestaat nog steeds langs de nauwe Storgatan. Träslövsläge is zowel richting het zuiden als richting het oosten gegroeid.
Naast de vissershaven ligt er een goed uitgeruste jachthaven met een tankstation en een restaurant.
Träslövsläge biedt uitstekende mogelijkheden voor windsurfen. Vooral als de winden vanuit het zuidwesten komen. De naam Träslövsläge betekent: de haven van Träslöv. Ett träd betekent een boom. Ett löv betekent een blad. De ’d’ van träd is weggevallen = Trä(d)slöv. Daarom betekent Träslövsläge letterlijk: de haven van Boomblad.
In Träslövsläge (in Läjet) wordt nog steeds het dialect Läjesboa door een aantal mensen gesproken. 

## Bron
- Träslövs hembygdsförening (1971). Träslövsboken. Träslövs hembygdsförening.